# Çayönü
Çayönü is een belangrijke archeologische vindplaats in boven-Mesopotamië. Het ligt aan de rand van het Taurusgebergte tegenover het dorp Hilar bij Ergani, ca. 40 km noordwestelijk van Diyarbakır in Turkije. Robert Braidwood en Mehmet Özdoğan deden daar als eersten opgravingen.

## Datering
De datering van Çayönü wordt geplaatst in het Prekeramisch Neolithicum B of PPNB dat begint tussen 9100-8000 v. Chr. en eindigt ca 6200 v. Chr.
In de onderste laag (ca. 8800–8500 v. Chr.) kan worden aangetoond dat hier jager-verzamelaars met een vaste woonplaats hebben geleefd. In de laag daarboven (ca. 8000 v. Chr.) bevindt zich zaaigoed dus er werd landbouw bedreven. Rond 7300 v. Chr. waren er kuddes schapen dus er werd veeteelt bedreven. Er zijn huizen gevonden van het type "schachthuis" zoals in Nevalı Çori.